# 2014 RC
2014 RC là một vật thể gần Trái đất và là một tiểu hành tinh Apollo. Tiểu hành tinh này lướt qua Trái Đất ở khoảng cách 0,000267 AU (39.900 km) (0,1 khoảng cách Mặt Trăng) vào ngày 7 tháng 9 năm 2014. 2014 RC có đường kính xấp xỉ bằng đường kính của thiên thạch Chelyabinsk. Nó sượt qua Trái Đất ở khoảng cách gần tương đương với khoảng cách mà thiên thể 367943 Duende (2012 DA14) đã từng sượt qua vào năm 2013.

## Lần tiếp cận năm 2014
Trong lần tiếp cận Trái Đất năm 2014, 2014 RC cách hành tinh của chúng ta một khoảng 0,000267 AU (39.900 km) (0,1 LD) vào lúc 18:02 UTC ngày 7 tháng 9 năm 2014.

## Dịch chuyển quỹ đạo
Trong lần tiếp cận gần Trái Đất năm 2014, chu kỳ quỹ đạo của 2014 RC đã giảm từ 600 ngày xuống còn 549 ngày. Độ lệch tâm quỹ đạo giảm trong khi độ nghiêng quỹ đạo tăng lên.
| Tham số            | Kỷ nguyên                    | Điểm viễn nhật (Q) | Điểm cận nhật (q) | Bán trục lớn (a) | Độ lệch tâm (e) | Chu kỳ (p) | Độ nghiêng (i) | Kinh độ điểm nút lên (Ω) | Dị thường trung bình (M) | Acgumen điểm cận nhật (ω) |
| Đơn vị             |                              | AU                 | AU                | AU               |                 | (ngày)     | (°)            | (°)                      | (°)                      | (°)                       |
| ------------------ | ---------------------------- | ------------------ | ----------------- | ---------------- | --------------- | ---------- | -------------- | ------------------------ | ------------------------ | ------------------------- |
| Trước khi lướt qua | 1 tháng 9 năm 2014           | 1,9488             | 0,8344            | 1,3916           | 0,4004          | 599,62     | 1,4395°        | 345,48°                  | 326,12°                  | 65,879°                   |
| Trong khi lướt qua | 7 tháng 9 năm 2014 18:02 UTC | 2,0284             | 0,8150            | 1,4217           | 0,4267          | 619,17     | 1,4217°        | 345,09°                  | 330,91°                  | 68,602°                   |
| Sau khi lướt qua   | 1 tháng 10 năm 2014          | 1,8042             | 0,8207            | 1,3124           | 0,3747          | 549,18     | 4,5744°        | 345,01°                  | 340,41°                  | 71,187°                   |

## Bảng những lần tiếp cận gần
| Thiên thể | Ngày (UTC)              | Sai số về ngày (giờ) | Khoảng cách quy định (AU) | Khoảng cách quy định (LD) | Khoảng cách cực tiểu (AU) | Khoảng cách cực tiểu (LD) | Cấp sao biểu kiến (V) |
| --------- | ----------------------- | -------------------- | ------------------------- | ------------------------- | ------------------------- | ------------------------- | --------------------- |
| Trái Đất  | 06 tháng 09, 1945 05:53 | 47,16                | 0,00442                   | 1,72                      | 0,00101                   | 0,39                      | 17,3                  |
| Mặt Trăng | 06 tháng 09, 1945 14:33 | 52,48                | 0,00508                   | 1,98                      | 0,00103                   | 0,40                      | –                     |
| Sao Hoả   | 09 tháng 10, 1957 13:55 | 5,40                 | 0,06371                   | 24,78                     | 0,05267                   | 20,49                     | –                     |
| Trái Đất  | 05 tháng 09, 1973 21:42 | 0,62                 | 0,01169                   | 4,55                      | 0,01089                   | 4,24                      | 19,3                  |
| Trái Đất  | 17 tháng 01, 1987 01:02 | 0,30                 | 0,03724                   | 14,49                     | 0,03686                   | 14,34                     | 22,4                  |
| Trái Đất  | 27 tháng 09, 1991 05:38 | 1,03                 | 0,09911                   | 38,55                     | 0,09878                   | 38,43                     | 27,0                  |
| Sao Hoả   | 22 tháng 09, 1999 14:00 | <0,01                | 0,03739                   | 14,54                     | 0,03712                   | 14,44                     | –                     |
| Trái Đất  | 30 tháng 12, 2009 13:10 | 0,28                 | 0,08634                   | 33,59                     | 0,08622                   | 33,54                     | 26,0                  |
| Mặt Trăng | 07 tháng 09, 2014 08:47 | <0,01                | 0,000845                  | 0,329                     | 0,000845                  | 0,329                     | –                     |
| Trái Đất  | 07 tháng 09, 2014 18:02 | <0,01                | 0,000267                  | 0,104                     | 0,000267                  | 0,104                     | 15,9                  |
| Trái Đất  | 11 tháng 09, 2017 13:50 | 0,15                 | 0,03864                   | 15,03                     | 0,03850                   | 14,98                     | 23,3                  |
| Trái Đất  | 22 tháng 09, 2020 21:24 | 0,35                 | 0,09908                   | 38,54                     | 0,09893                   | 38,48                     | 26,1                  |
| Trái Đất  | 21 tháng 01, 2039 23:38 | 0,13                 | 0,06224                   | 24,21                     | 0,06215                   | 24,18                     | 24,0                  |
| Trái Đất  | 27 tháng 01, 2042 18:19 | 0,10                 | 0,06322                   | 24,59                     | 0,06313                   | 24,56                     | 23,6                  |
| Trái Đất  | 07 tháng 09, 2109 16:27 | 0,07                 | 0,09959                   | 38,74                     | 0,09945                   | 38,69                     | 24,7                  |
| Trái Đất  | 06 tháng 09, 2112 21:13 | 0,08                 | 0,02253                   | 8,76                      | 0,02241                   | 8,72                      | 21,1                  |
| Mặt Trăng | 08 tháng 09, 2115 19:11 | 0,15                 | 0,00558                   | 2,17                      | 0,005350                  | 2,08                      | –                     |
| Trái Đất  | 08 tháng 09, 2115 22:50 | 0,17                 | 0,00785                   | 3,05                      | 0,00763                   | 2,97                      | 18,5                  |
| Sao Hoả   | 13 tháng 10, 2140 22:42 | 2,85                 | 0,07152                   | 27,82                     | 0,05471                   | 21,28                     | –                     |
| Trái Đất  | 02 tháng 02, 2159 22:17 | 16,90                | 0,08084                   | 31,45                     | 0,05563                   | 21,64                     | 24,2                  |
| Trái Đất  | 19 tháng 01, 2162 14:04 | 38,85                | 0,09376                   | 36,47                     | 0,07273                   | 28,29                     | 25,2                  |
| Trái Đất  | 19 tháng 09, 2170 02:08 | 9,12                 | 0,07413                   | 28,84                     | 0,06707                   | 26,09                     | 25,1                  |
| Trái Đất  | 04 tháng 09, 2173 16:52 | 1,38                 | 0,06123                   | 23,82                     | 0,05950                   | 23,15                     | 23,5                  |